# 新桥 (图卢兹)
新桥（法语：Pont Neuf）又名皮埃尔桥（Pont de Pierre）是法国南部城市图卢兹的一座16世纪桥梁。
新桥最初的规划开始于1542年。1544年开始基础工程，1614年开始第一个拱，1632年大桥完成，1659年10月19日开幕。 
这座桥并不对称，最长的拱位于自右岸的三分之一处。1686年增建了一个凯旋门，1860年拆除。
新桥长220米，有7个拱。